# Hellig Kvinde
Der Hellig Kvinde (deutsch Heilige Frau) ist ein Bautastein (Menhir) auf der dänischen Insel Bornholm.

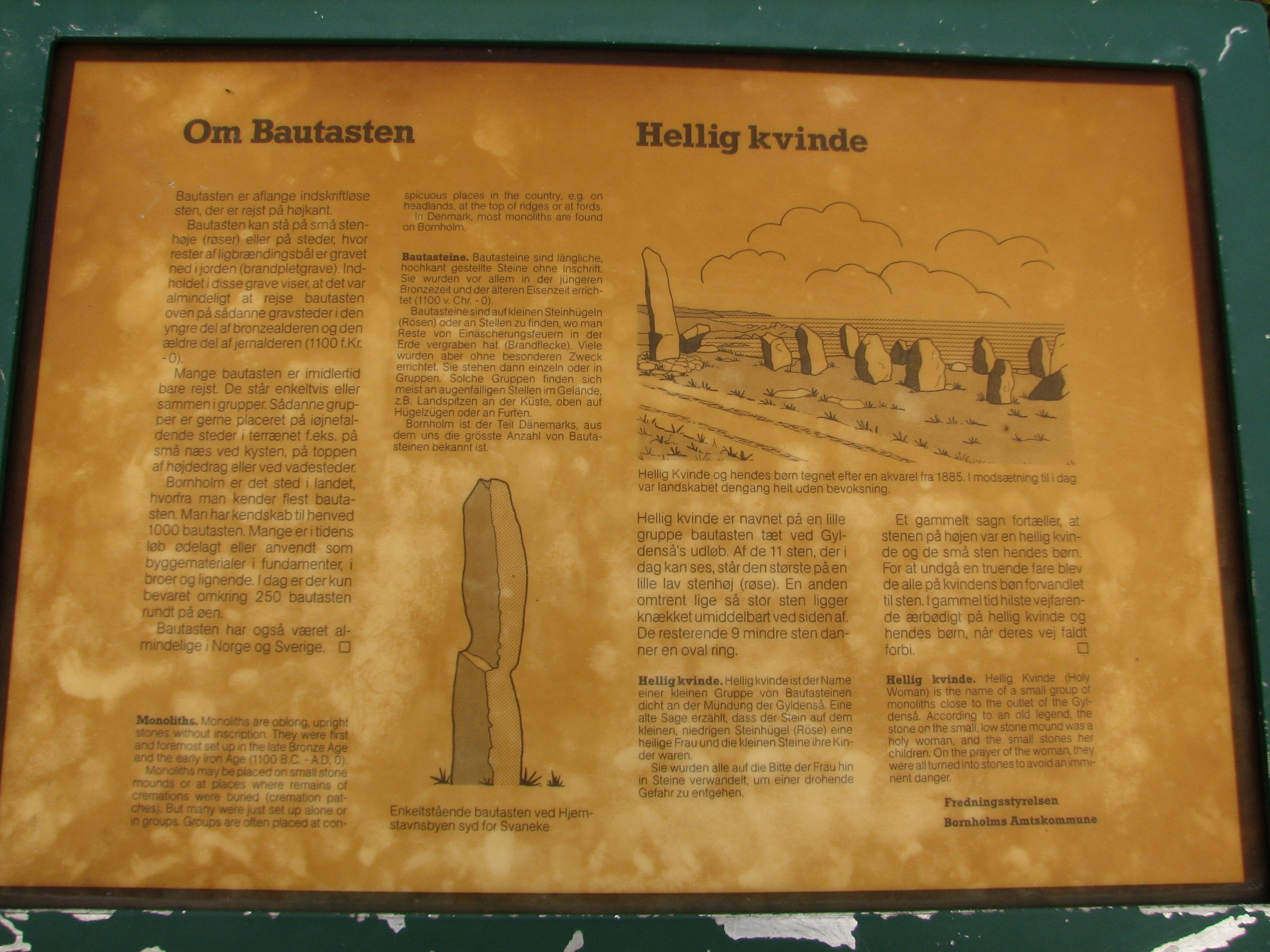
Infotafel

## Beschreibung
Der für Bornholm ungewöhnlich hohe Bautastein steht zusammen mit einem weiteren Bautastein auf den Überresten einer niedrigen Röse (Steinhügelgrab). Unmittelbar östlich der Röse befinden sich 10 kleinere Megalithen, die eine lang gestreckte ovale Schiffssetzung aus der späten Eisenzeit (etwa 500 v. Chr.) bilden. Die Anlage befindet sich an dem Landweg zwischen Svaneke und Gudhjem, nahe dem Meer und der Mündung des Gyldenså.

## Legende, Dokumentation
Eine alte Legende erzählt, dass der große Bautastein auf dem Hügel eine heilige Frau, und die kleineren Steine ihre Kinder seien. Zur Vermeidung einer drohenden Gefahr waren sie in Stein verwandelt worden. Passierende grüßten in alten Zeiten ehrfürchtig die heilige Frau und ihre Kinder, ebenso wie den Bautastein Hellig Hågen bei Nexø.
Eine Kommission zur Erhaltung vorzeitlicher Denkmäler forderte von den Pfarrern der Gegenden Informationen über die vor Ort vorhandenen antiken Monumente. Unter den beiden aus Bornholm gemeldeten war die „heilige Frau“.